# 皮安卡穆诺
皮安卡穆诺（義大利語：Pian Camuno），是意大利布雷西亚省的一个市镇。总面积11平方公里，人口4291人，人口密度390.1人/平方公里（2009年）。国家统计（ISTAT）代码为017142。